# قادر بهن (سلطان أباد)
قادر بهن (بالفارسية: گدارپهن) هي منطقة سكنية تقع في إيران في قسم سلطان أباد الريفي. يقدر عدد سكانها بـ 39 نسمة بحسب إحصاء 2016.